# Iliyucan
Iliyucan är en ort i Mexiko.   Den ligger i kommunen Ixtacamaxtitlán och delstaten Puebla, i den sydöstra delen av landet, 130 km öster om huvudstaden Mexico City. Iliyucan ligger 2 635 meter över havet och antalet invånare är 210.
Terrängen runt Iliyucan är kuperad, och sluttar österut. Runt Iliyucan är det ganska tätbefolkat, med 67 invånare per kvadratkilometer. Närmaste större samhälle är Tlaxco, 19,3 km väster om Iliyucan. I omgivningarna runt Iliyucan växer huvudsakligen savannskog.